# Ida Cox
Ida Cox, nata Ida Prather, (Toccoa, 25 febbraio 1896 – Knoxville, 10 novembre 1967), è stata una cantante statunitense di musica blues. Raggiunse l'apice del successo durante gli anni venti, accanto ad altre artiste blues come Bessie Smith e Ma Rainey.
Nata a Toccoa in Georgia, da bambina Ida Cox faceva la corista in chiesa; lasciò casa molto presto per potersi esibire come cantante e commediante vaudeville in vari minstrel show. Durante questo periodo collaborò con il pianista Jelly Roll Morton e nel frattempo si sposò con un artista chiamato Alder Cox. Nel 1923 riuscì ad ottenere un contratto con la Paramount per la quale registrò subito le canzoni Graveyard Dream Blues e Weary Way Blues.  Continuò a lavorare per tutti gli anni venti, per la Paramount ma anche per altre case discografiche come la Broadway e la Silverton, utilizzando diversi pseudonimi quali Kate Lewis, Velma Bradley, Julia Powers e Jane Smith. Riuscì a registrare un impressionante numero di canzoni, settantotto in tutto, molte delle quali rivolte alle condizioni sociali e ai problemi razziali. Alcuni dei suoi brani più famosi furono Wild Women Don't Have the Blues, che ambiva alla libertà sessuale delle donne, Last Mile Blues, riguardante la pena di morte, e Pink Slip Blues che parlava del problema della disoccupazione. In questi anni Ida Cox ottenne enorme successo e popolarità tanto che la stessa Paramount le diede l'appellativo di Uncrowned Queen of the Blues
A dispetto della grande depressione che colpì gli Stati Uniti, nel corso degli anni trenta la Cox continuò ad esibirsi spesso dal vivo sebbene non abbia registrato molto altro materiale.
Nel 1934 collaborò con Bessie Smith al musical Fan Waves all'Apollo Theatre mentre nel 1939 tenne dei concerti fissi al night club Cafe Society di New York. Quello stesso anno partecipò al concerto di John Hammond From Spirituals to Swing tenutosi al Carnegie Hall ed inoltre collaborò con altri numerosi musicisti per conto delle etichette Okeh e Vocalion Records.
Dopo aver subito un infarto, nel 1945 visse per un breve lasso di tempo a Chicago per poi stabilirsi definitivamente a Knoxville, Tennessee, con la figlia. Per più di un decennio Cox lasciò da parte la propria carriera musicale, esibendosi sporadicamente solo come cantante in chiesa. Nel 1961 eseguì la sua ultima registrazione per la Riverside Records; si trattava di Blues for Rampart Street, un album che conteneva la collaborazione del sassofonista Coleman Hawkins.
Morì di tumore il 10 novembre 1967.